# Ru Xin
Ru Xin (chinesisch 汝信, * 5. August 1931 in Shanghai) ist ein chinesischer Philosophiehistoriker.
Ru Xin beschäftigt sich mit altchinesischer Philosophie und der Entwicklungsgeschichte der klassischen deutschen Philosophie. Er war Vizepräsident der Chinesischen Akademie der Sozialwissenschaften und von 1990 bis 1992 auswärtiges Mitglied der Akademie der Wissenschaften der DDR.

## Schriften
- mit Wang Jiuxing und Wang Shuren: 国外黑格尔哲学新论, Guo wai Heige’er zhe xue xin lun. Zhongguo she hui ke xue chu ban she, Peking 1982 (Übersetzungen von englischen, deutschen, französischen und russischen Artikeln über Georg Wilhelm Friedrich Hegel).
- 西方美学史论丛续编, Xi fang mei xue shi lun cong xu bian. Shanghai ren min chu ban she, Shanghai 1983 (Abhandlung über westliche Ästhetik).
- mit Jiang Pizhi: 康德黑格尔研究. 第一辑, Kangde Heige’er yan jiu. Di yi ji. Shanghai ren min chu ban she, Shanghai 1986 (Studien zu Immanuel Kant und Georg Wilhelm Friedrich Hegel).